# معن السعدي
معن زيد إبراهيم علوان السعدي هو ضابط عراقي برتبة فريق ركن وقائد عسكري عراقي يشغل حاليا منصب قائد قوات الدفاع الجوي العراقي منذ 15 حزيران 2020.
وهو من مواليد الكاظمية في محافظة بغداد ولد بتاريخ 16 نوفمبر 1966[بحاجة لمصدر] تخرج من كلية الدفاع الجوي في تموز 1985.

## التأهيل العلمي والعسكري
- اكمل الدراسة الاعدادية السادس العلمي عام 1983 بنجاح وتفوق.
- حاصل على قبول في كلية الإدارة والاقتصاد جامعة المستنصرية.
- تخرج من الكلية العسكرية الأولى.
- اجتاز جميع الدورات الاساسية والحتمية والتطويرية بتفوق وتسلسلات متقدمة.
- دورة كبار القادة.[بحاجة لمصدر]

## المناصب الرئيسية
- آمر رعيل مدفعية م/ط.
- ضابط واجبات في البطرية.
- امر بطرية موجهة.
- امر بطرية غير موجهة.
- مساعد امر كتيبة.
- عام 1996 كان برتبة رائد قبل في كلية الاركان المشتركة الرقم (63).
- عام 1998 تخرج برتبة مقدم ركن وكان تسلسله على الدورة الثالث من مجموع (250) ضابط.
- شغل منصب ضابط ركن التدريب في قاطع الدفاع الجوي الثاني في منطقة H3.
- عام 2000 شغل منصب ضابط ركن الحركات في لواء مقاومة الطائرات السادس.
- عام 2001 شغل منصب امر كتيبة دج لغاية عام 2003 وكان برتبة عقيد ركن.
- عام 2006 عاد إلى الجيش العراقي برتبة عقيد ركن
- عمل بمنصب مدير شعبة في قسم التخطيط لمديرية الحركات وزارة الدفاع.
- عام 2009 نقل من وزارة الدفاع إلى جهاز مكافحة الإرهاب وشغل منصب مدير قسم التخطيط فيها.
- ومن ثم تسنم منصب مدير قسم التنسيق في نفس المديرية.
- عام 2011 شغل منصب معاون قائد العمليات الخاصة الثانية.
- عام 2011 شغل منصب معاون قائد العمليات الخاصة الأولى.
- تسلم منصب نائب قائد العمليات الخاصة الثالثة وكلف بتشكيل القيادة لكونها كانت تحت التشكيل.
- بتاريخ 29/12/2013 اشترك في معارك التحرير ضد داعش في قاطع الانبار.
- في حزيران 2014 كلف بقيادة قطعات جهاز مكافحة الإرهاب في محافظة تكريت وتمكن من تحرير مدينة العوجة (العراق).[9]
- في تشرين الأول 2014 تسلم منصب قائد العمليات الخاصة الثانية.
- كان أحد قادة ارتال معركة الموصل (2016–17) بساحليها الايسر والأيمن.[10][11]
- عام 2017 كلف بتحرير قضاء الشرقاط والساحل الأيمن للقضاء.[12][13]
- نهاية عام 2017 كلف بتحرير سلسلة جبال حمرين وناحية الرشاد.[14]
- بعد كل هذه الانتصارات كلف بإعادة السيطرة على مدينة كركوك[15]
- في ايار 2019 تم نقله وتسنمه منصب قائد العمليات الخاصة الثالثة في البصرة.[16]
- في بداية عام 2020 تسلم منصب نائب قائد قوات مكافحة الإرهاب.[17]
- في 15 حزيران 2020 نقل إلى منصب قائد الدفاع الجوي العراقي في وزارة الدفاع.[18][19][20]